# Wareham St. Martin
Wareham St. Martin – wieś i civil parish w Anglii, w Dorset, w dystrykcie (unitary authority) Dorset. W 2011 civil parish liczyła 2774 mieszkańców.